# Behrensia praeandina
Behrensia praeandina är en fjärilsart som beskrevs av Köhler 1961. Behrensia praeandina ingår i släktet Behrensia och familjen nattflyn. Inga underarter finns listade i Catalogue of Life.